# Rose Becker
Rose Becker (* 2. Juni 1929 in Ramsin; † 30. Oktober 2019 in Potsdam) war eine deutsche Schauspielerin.

## Leben
Rose Becker wurde in Ramsin geboren. Von ihren Eltern bekam sie das Interesse für die Kultur vermittelt, die Mutter leitete eine Tanzgruppe und sang in der Kirche, der Vater sorgte bei Tanzveranstaltungen für die Musikbespielung. Bereits mit vier Jahren stand Rose das erste Mal in einem Weihnachtsmärchen auf einer Bühne. Im Alter von acht Jahren zog sie mit ihren Eltern in das nahegelegene Wolfen, übte bald darauf mit ihren neuen Freundinnen Märchenstücke ein und sah sich viele Kinofilme an. So verstärkte sich ihr Wunsch, einmal Schauspielerin zu werden.
Im letzten Jahr des Zweiten Weltkriegs machte sie ihre Mittlere Reife, ging dann zum Gymnasium, wo sie 1948 das Abitur machte, nicht ohne während ihrer Schulzeit weiterhin in einer Laienspielgruppe zu spielen. Nach dem Abitur arbeitete sie in der Filmfabrik Wolfen, wo sie Mitglied in einer Theatergruppe wurde, die der Dessauer Theaterschauspieler Herbert Albes leitete. Weil er ihr Mut zusprach, fuhr sie jetzt einmal in der Woche nach Dessau, um bei Herbert Albes Schauspielunterricht zu nehmen und legte dort ihre ersten Eignungs- und Zwischenprüfungen ab. Mit diesen Erfahrungen bewarb sie sich 1950 beim DEFA-Nachwuchsstudio, wurde angenommen und erhielt auch bereits während der Ausbildung ihre erste kleine Rolle in dem DEFA-Film Saure Wochen, frohe Feste. Als das Nachwuchsstudio aufgelöst wurde, konnte sie ihr Studium an der Staatlichen Schauspielschule Berlin fortsetzen. 
1956 begann Rose Becker eine Ausbildung im neugegründeten Modeinstitut Berlin und arbeitete fortan als Mannequin. Parallel dazu nahm sie weiterhin privaten Schauspielunterricht, um 1957 ihre Schauspielabschlussprüfung vor der Bühnengenossenschaft in West-Berlin abzulegen. Ein Engagement am West-Berliner Schillertheater, konnte sie wegen ihrer Schwangerschaft nicht annehmen und später war der Weg zum Schillertheater wegen des Mauerbaus nicht mehr möglich. Außerdem musste sie feststellen, dass für sie Theater und Familie zu viel waren und sie arbeitete in der Zukunft nur noch freiberuflich, um sich mehr um die Familie kümmern zu können. Neben dieser war nun auch noch Zeit für Synchronarbeiten, kleine Rollen bei der DEFA und dem Fernsehen sowie zahlreiche musikalisch-literarische Programme.
Mit ihrer Tätigkeit als Lehrbeauftragte der Abteilung Sprechwissenschaften an der Pädagogischen Hochschule begann Mitte der 1960er Jahre ihre Lehrtätigkeit, während der sie auch Laienensembles betreute. Das änderte sich auch nicht, als sie 1970 als Sprecherzieherin zum Institut für Lehrerbildung Potsdam wechselte. Von 1976 bis 1984 war sie als Sprecherzieherin und Schauspieldozentin an der Hochschule für Musik Hanns Eisler Berlin tätig. In dieser Zeit erhielt sie immer wieder Rollen in Filmen der DEFA und des Fernsehens, so zum Beispiel von 1977 bis 1979 die Rolle der Mrs. Collins in der Schulfernsehserie English for You.
Nach der Wende musste Rose Becker wegen der Pflege ihres Mannes beruflich kürzertreten. Erst 1993 versuchte sie wieder Aufgaben im Fernsehen zu bekommen und hatte mit ihrer Bewerbung Erfolg, so erhielt sie im Jahr 2000 die Rolle der Thea Braukmann in der Fernsehserie Gute Zeiten, schlechte Zeiten.  Seit 2006 war sie zusätzlich für eine Senior-Model-Agentur tätig.
Rose Becker wohnte bis zu ihrem Tod in Potsdam.

## Filmografie
- 1954: Carola Lamberti – Eine vom Zirkus
- 1960: Blaulicht (Fernsehreihe, Folge: Splitter)
- 1965/1990: Das Kaninchen bin ich
- 1969: Mohr und die Raben von London
- 1973: Die sieben Affären der Doña Juanita (Fernsehmehrteiler, 1 Episode)
- 1975: Blutsbrüder
- 1976: Philipp, der Kleine
- 1978: Oh, diese Tante (Fernsehfilm)
- 1979: Feuer unter Deck
- 1980: Die Verlobte
- 1980: Solo für Martina (Fernsehfilm)
- 1981: Pugowitza
- 1981: Sing, Cowboy, sing
- 1982: Benno macht Geschichten (Fernsehzweiteiler)
- 1983: Polizeiruf 110: Auskünfte in Blindenschrift (Fernsehreihe)
- 1983: Zille und ick
- 1984: Ach du meine Liebe (Fernsehfilm)
- 1986: Hilde, das Dienstmädchen
- 1987: Polizeiruf 110: Im Kreis
- 1988: Die Entfernung zwischen dir und mir und ihr
- 1988: Mit Leib und Seele
- 1988: Polizeiruf 110: Der Mann im Baum
- 1988: Die Schauspielerin
- 1989: Grüne Hochzeit
- 1989: Johanna (Fernsehserie, 1 Episode)
- 1989: Die gläserne Fackel (Fernsehserie, 1 Episode)
- 1990: Polizeiruf 110: Tod durch elektrischen Strom
- 1990: Der Drache Daniel
- 1990: Polizeiruf 110: Das Duell
- 1999: Der Landarzt (Fernsehserie, 1 Episode)
- 2000: Gute Zeiten, schlechte Zeiten (Fernsehserie, ? Episoden)
- 2001: Streit um drei (Fernsehserie, 1 Episode)
- 2001: Wolffs Revier (Fernsehserie, 1 Episode)
- 2003: Streit um Drei (Fernsehserie, 1 Episode)
- 2004: Der letzte Zeuge (Fernsehserie, 1 Episode)
- 2009: Résiste – Aufstand der Praktikanten
- 2014: Familie Dr. Kleist (Fernsehserie, 1 Episode)
- 2014: Für immer ein Mörder – Der Fall Ritter (Fernsehfilm)